# Arroyo Itapebí Chico
Der Arroyo Itapebí Chico ist ein Fluss im Westen Uruguays.
Der im Departamento Salto gelegene Fluss entspringt in der Cuchilla del Daymán südlich von Saucedo. Von dort fließt er in westlicher Richtung, unterquert die Ruta 3 und mündet nahe der Mündung des Arroyo Itapebí Grande in den Río Uruguay rechtsseitig in den Ersteren.